# Carlentini
Carlentini ist eine italienische Gemeinde im Freien Gemeindekonsortium Syrakus in der Autonomen Region Sizilien mit 17.065 Einwohnern (Stand 31. Dezember 2023).

## Lage und Daten
Carlentini liegt 40 km westlich von Syrakus. Die Einwohner arbeiten hauptsächlich in der Landwirtschaft.
Die Nachbargemeinden sind Augusta, Buccheri, Catania, Ferla, Francofonte, Lentini, Melilli und Sortino.

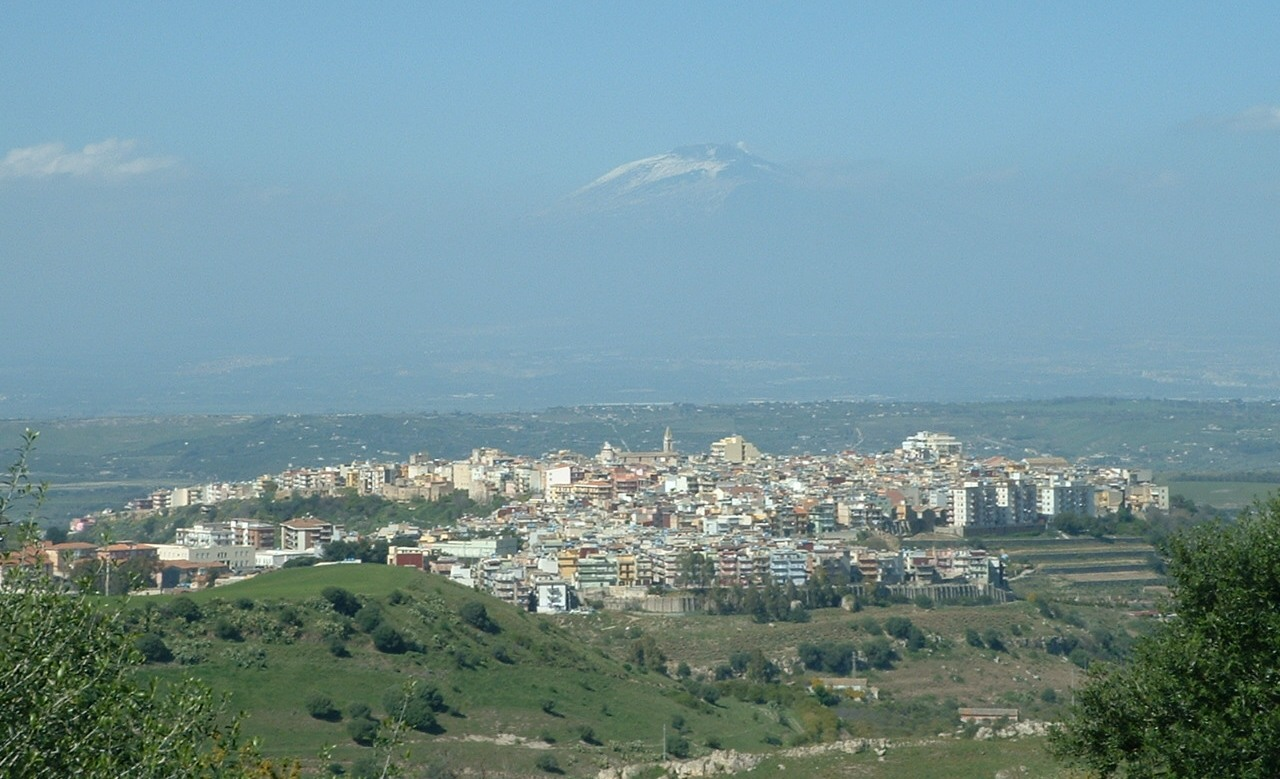
Panorama

## Geschichte
Die Gemeinde wurde 1551 gegründet. Nach dem Erdbeben 1542 sollten die Einwohner aus der beschädigten Stadt Lentini hierher ziehen. Der Name der Stadt ist eine Kombination aus dem Namen des damaligen Herrschers des Heiligen Römischen Reiches Karl V. und der Stadt Lentini.

## Sehenswürdigkeiten

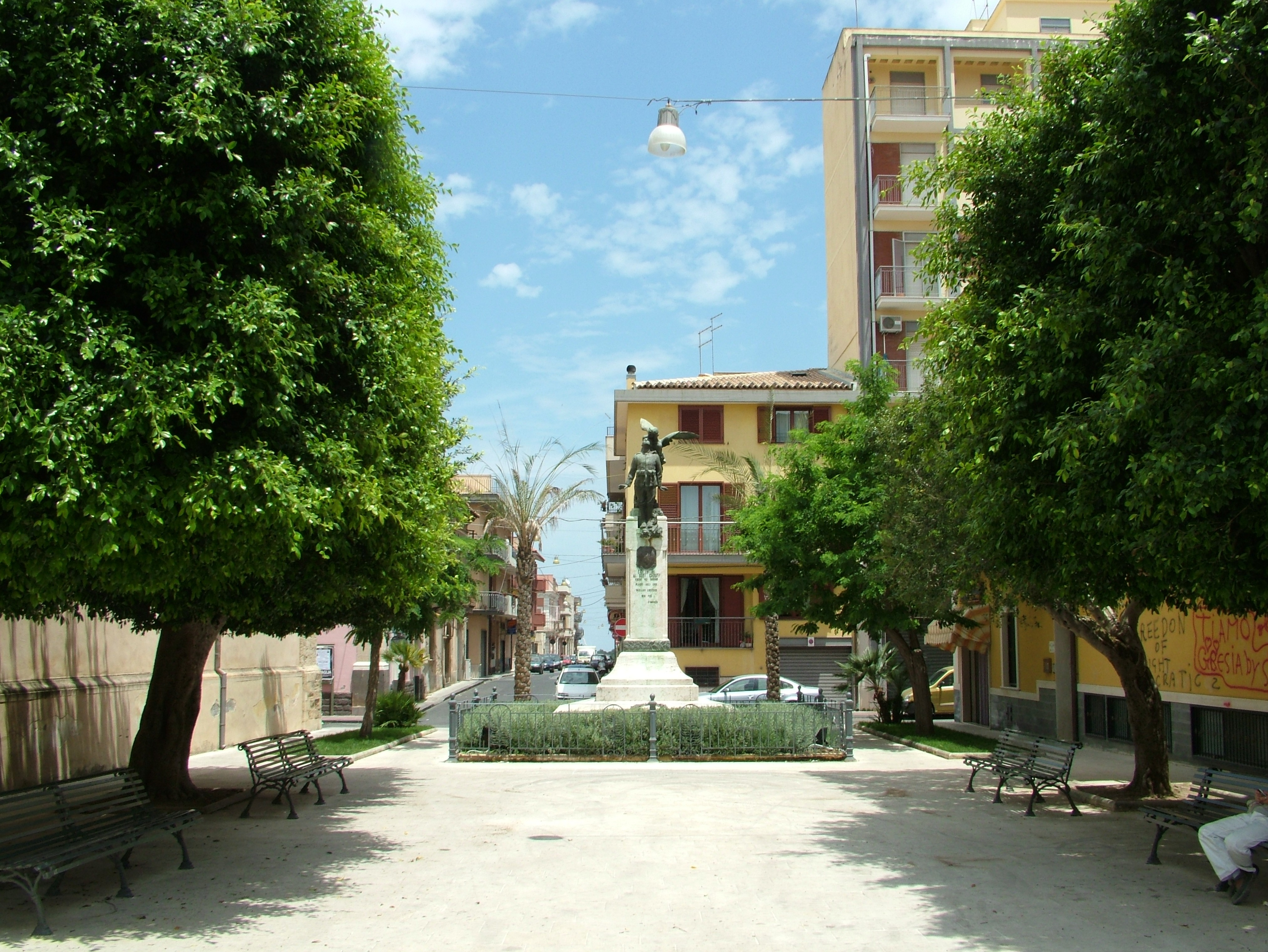
Das Denkmal

### In der Stadt
- Kirche Madre Arcipretura Immacolata Concezione
- Kirche San Sebastiano
- Kirche Santa Maria di Roccardia
- Kirche Santa Maria degli Angeli
- Kirche Crocifisso
- Kirche Sant’Anna
- Kirche Carmine
- Kirche Santa Tecla

### In der Umgebung
- Basilica del Murgo, gebaut ab 1224; ist aber nicht fertiggestellt worden
- Ausgrabungsgebiet von Leontinoi, hier stehen Ruinen von Befestigungsanlagen aus der Zeit zwischen dem 7. und dem 3. Jahrhundert vor Christus